# IC 490
IC 490 је спирална галаксија у сазвјежђу Рак која се налази на листи објеката дубоког неба у Индекс каталогу.
Деклинација објекта је + 25° 48' 40" а ректасцензија 8h 3m 20,1s. Привидна величина (магнитуда) објекта IC 490 износи 14,8 а фотографска магнитуда 15,6. IC 490 је још познат и под ознакама CGCG 118-55, PGC 22607.